# Erno Rapee
Erno Rapee el. Ernö Rapée (född 4 juni 1891 i Budapest, Ungern, död 26 juni 1945 i New York City, USA), amerikansk kompositör. 

## Filmmusik (i urval)
- 1927 – Konungars Konung